# Robin Green
Robin Green es una guionista y productora de televisión ganadora de un premio Emmy. Es conocida principalmente por su extenso trabajo en la serie de HBO Los Soprano, donde escribió varios episodios junto a su marido Mitchell Burgess. Ambos, posteriormente, fueron los creadores de la serie de CBS Blue Bloods.

## Biografía
Robin Green, nativa de Rhode Island, consiguió su grado de Bachelor of Arts en Literatura norteamericana en la Universidad Brown y, posteriormente, un Máster en Bellas Artes por la Universidad de Iowa.

## Carrera profesional
Antes de comenzar su trabajo en televisión, Green fue periodista en Rolling Stone y editora de una revista, entre otros trabajos. Ganó un premio Emmy y dos Globos de Oro por su trabajo en Northern Exposure. También fue guionista en serie de televisión como A Year in the Life y Almost Grown (creada por David Chase).
Desde 1999 comenzó a trabajar como guionista y productora ejecutiva junto a su marido, Mitchell Burgess, en Los Soprano. En la serie de HBO ganó nuevamente dos premios Emmy, en 2001 y 2003, al mejor guion de una serie dramática. En 2010 creó, también junto a su marido, la serie de televisión Blue Bloods.